# Вледешть (Арджеш)
Вледешть, Вледешті (рум. Vlădești) — село у повіті Арджеш в Румунії. Входить до складу комуни Вледешть.
Село розташоване на відстані 121 км на північний захід від Бухареста, 32 км на північ від Пітешть, 127 км на північний схід від Крайови, 77 км на південний захід від Брашова.

## Населення
За даними перепису населення 2002 року у селі проживали 2703 особи. Усі жителі села рідною мовою назвали румунську.
Національний склад населення села:
| Національність | Кількість осіб | Відсоток |
| -------------- | -------------- | -------- |
| румуни         | 2575           | 95,3%    |
| цигани         | 127            | 4,7%     |